# Широченки
Широченки — деревня в Котельничском районе Кировской области в Покровском сельском поселении.
Расположена примерно в 9 верстах к северо-востоку от села Покровское.
Население по переписи 2010 года составляло 2 человека.